# Novastar
I Novastar sono una band belga-olandese il cui leader è il pianista e cantante Joost Zweegers. La band è molto popolare in Belgio e nei Paesi Bassi. In Italia è uscito il loro singolo Never Back Down nell'estate del 2006, seguito 15 anni dopo da Velvet Blue Sky.
Hanno vinto l'Humo's Rock Rally 1996.

## Discografia

### Album Studio
- 1999 - Novastar (BE-1 NED-66)
- 2004 - Another Lonely Soul (BE-1 NED-36)
- 2008 - Almost Bangor
- 2014 - Inside Outside

### Singoli
- 2006 - Never Back Down
- 2006 - Wrong

## Formazione
- Joost Zweegers - voce, piano
- Lars van Bambost- guitar
- Jang Coenen- bass
- Karel De Backer- drums
- Cathy-Ann van Volsem- drums